# Ana Catarina Afonso
Ana Catarina Afonso (10 de julio de 1976) es una actriz, dobladora, y presentadora de televisión portuguesa.

## Currículo
- 2019: Alguém Perdeu (como Magda Sarmento)
- 2016: A Impostora (como Vanessa Soares)
- 2015: Santa Bárbara (como Sofia)
- 2013: Elenco principal, Mundo ao Contrário como Ivone Ramiro (TV series)
- 2012: Elenco principal, Rute en Doida por Ti, TVI
- 2012: Participación en el cortometraje ‘The Tree of Pan', productor escocés Aitken Pearson[3]
- 2011: Elenco principal, Claudette en Anjo Meu, TVI
- 2009-2010: Elenco principal, Judite en Meu Amor, TVI
- 2008-2009: Elenco principal, Filipa en Olhos nos Olhos, TVI
- 2007-2008: Elenco adicional, Sónia en Fascínios, TVI
- 2007: Participación especial, Enfermeira en Floribella, SIC
- 2004-2005: Elenco principal, Rosete en Morangos com Açúcar, TVI
- 2003: Elenco principal, Vanda Pong en Coração Malandro, TVI
- 2002: Elenco adicional, Miriam en Bons Vizinhos, TVI
- 2002: Participación especial, Enfermeira en Sonhos Traídos, TVI
- 2000: Elenco adicional, Deolinda en Alves dos Reis, RTP
- 1999: Elenco adicional, Secretária Isabel en Jornalistas, SIC

## Miscelánea
- 2006: directora del elenco juvenil de la serie Vasquinho e Companhia, TVI

## Doblajes
- 2017 - Cars 3 - Cruz Ramirez
- 2016 - Storks - Sarah Gardner
- 2016 - Kung Fu Panda 3 - Mei Mei
- 2014 - Sheriff Callie's Wild West - Callie
- 2013 - Los Pitufos 2 - Grace Winslow
- 2011 - Los Pitufos - Grace Winslow
- 2008 - Os Feiticeiros de Waverly Place - Alex Russo
- 2009 - Os Feiticeiros de Waverly Place: Férias nas Caraíbas - Alex Russo